# 三條圳 (溪州鄉)
三條圳，是臺灣彰化縣溪州鄉的一個地名，位於該鄉西部。相較於今日行政區，其範圍大致包括三條村、三圳村。

## 歷史
台灣清治末期至日治初期，三條圳地區為一街庄，稱為「三條圳庄」，隸屬於東螺西堡。該庄輪廓東西狹長，北邊西段及中段與溪墘厝庄、溪洲庄為鄰，北邊東段及東邊與圳藔庄為鄰，南邊為潮洋厝庄，西邊為水尾庄。。
1901年（日治明治三十四年）11月，全台廢縣廳改設二十廳，該庄隸屬於彰化廳。1903年（明治三十六年）6月，該庄編入「舊眉區」，隸屬於彰化廳。1909年（明治四十二年）10月，合併二十廳為十二廳，舊眉區改隸屬於臺中廳。1920年（大正九年），廢廳、支廳、區、街庄（舊制）改設州、郡、街庄（新制）、大字，該庄改制為「三條圳」大字，隸屬於臺中州北斗郡溪州庄。
戰後溪州庄改制為溪州鄉，隸屬於臺中縣，大字亦改制為村。1950年10月，中、彰、投分治，溪州鄉改隸屬彰化縣。

## 聚落
本地區發展較早的聚落為外潮洋厝、三條圳，在日治期初期的官方地圖上已有記載。此外，本地區尚有七戶聚落。

## 交通
國道1號又稱「中山高速公路」，是貫穿台灣西部的兩條縱向高速公路之一，大致以縱向經過三條圳地區西部。境內未設交流道，北側最近的是與省道台1線、縣道152號、鄉道彰183線、縣道150號均有連通的北斗交流道，南側最近的是位於濁水溪南岸省道台1線交會處的西螺交流道，由此等可快速前往國道1號沿線各地。
省道台1線（中山路二段～一段）又稱「縱貫公路」，是台北至屏東楓港的傳統平面幹道，大致以東北微北—西南微南走向經過本地區西北部邊界外不遠處。由該道路向東北微北可前往溪州市區、北斗、田尾、永靖等地，向西南微南轉南南東可前往西螺、莿桐、虎尾東北部、斗南等地。
鄉道彰101線（陸軍路）是北斗至潮洋厝的道路，大致以北微東—南微西走向經過本地區東部邊界地帶。由該道路向北微東可前往圳寮、圳寮與舊眉交界地帶、北勢寮東南端、西北斗、北勢寮東北部並止於省道台1線路口，向南微西可前往潮洋厝並止於濁水溪北岸堤防道路。
鄉道彰102線（三條圳聚落北側道路）是三條圳至潮洋厝的道路，其西側端點位於木地區北部邊界地帶的鄉道彰105線路口。由此向東北東轉東經溪墘厝東南端可前往溪州南部、圳寮中部偏西並止於鄉道彰101線路口。
鄉道彰103線（保安路）是東州至三條圳的道路，其南側端點位於本地區南部偏東的鄉道彰106線路口。由此向北北東轉北北西出境後可前往溪州並止於其東部邊界地帶的縣道152號舊線（登山路四段）。
鄉道彰105線（中央路二段、民生路）是溪洲至潮洋厝的道路，大致以北北東－南南西走向由本地區北部邊界中央偏西地帶入境後，轉東南再轉南微東蜿蜓而行，經鄉道彰106線路口後轉南以至出境。由該道路向北北東可前往溪墘厝東南部、溪州中部偏西並止於縣道152號路口，向南轉東可前往潮洋厝並止於鄉道彰101線路口。
鄉道彰106線（三西路、中央路一段）是水尾至竹圍子的道路，大致以西微南－東微北走向由本地區西部邊界入境後，蜿蜒穿越外潮洋厝聚落後，經國道1號涵洞、鄉道彰105線路口後轉西北－東南走向，經鄉道彰103線終點路口後續行，於本地區南部邊界東側出境。由該道路向西微南可前往水尾並止於省道台1線路口，向東南轉南可前往潮洋厝並止於鄉道彰105線路口。

## 學校
- 三條國小
- 水尾國小